# Janine Connes
Janine Connes (* 1926; † 28. November 2024; zuvor Janine Roux) war eine französische Astronomin. Ihre Forschung führte zur Entwicklung der bedeutenden Methode der Fourier-Transformations-Infrarotspektroskopie. Sie war für einen Nobelpreis nominiert.

## Leben
Nach ihrer Abschlussarbeit lehrte Connes zunächst an der naturwissenschaftlichen Fakultät in Caen. 1963 begann sie eine Arbeit am Jet Propulsion Laboratory der NASA in Pasadena, wo sie unter anderem daran arbeitete, die Zusammensetzung der Marsatmosphäre als Vorbereitung für das Viking-Programm zu bestimmen. Später leitete sie das Rechenzentrum am Meudon-Observatorium. 1969 beauftragte das CNRS Janine Connes mit der Einrichtung eines seit 50 Jahren anvisierten Rechenzentrums für anderenorts nicht durchführbare Forschungsberechnungen.
Seit 1951 bis zu dessen Tod in 2019 war sie mit dem Astronomen Pierre Connes verheiratet. Er schloss sich zeitweise ihrer zuvor schon begonnenen Erforschung der FTIR-Spektroskopie an, und sie publizierten gemeinsam. Er übernahm dabei tendenziell den experimentellen und sie den theoretischen Teil der Arbeit.

## Forschung
Janine Connes Erforschung der Fourier-Transformations-Infrarotspektroskopie legte den Grundstein für ein wichtiges neues Fachgebiet. Ihre Abschlussarbeit und die nachfolgenden Veröffentlichungen lieferten eine eingehende theoretische Analyse zahlreicher praktischer Details, die das Funktionieren der experimentellen Technik ermöglichten. Sie identifizierte beispielsweise den Registrierungsvorteil, nach ihr benannt auch „Connes-Vorteil“. Durch die Verwendung eines HeNe-Lasers als Referenz ergibt sich eine wesentlich höhere Genauigkeit der Frequenz- oder Wellenlängen-Achse im IR-Spektrum als bei anderen Spektrometern. Daraus resultieren weitere Vorteile, wie eine schnelle Scanzeit, eine hohe Auflösung, eine hohe Wellenzahlgenauigkeit, ein großer Scanbereich und eine hohe Empfindlichkeit.
Ihre Arbeit entstand vor dem Zeitalter der digitalen Computer, und vor der Wiederentdeckung des Algorithmus der Schnellen Fourier-Transformation. Nach der Veröffentlichung des wiederentdeckten Algorithmus von John Tukey und James Cooley, war Connes eine der ersten, die mit der FTIR-Spektroskopie eine wichtige Anwendung lieferte und damit zu Verbreitung beitrug. Außerdem arbeitete sie ab da zeitweise mit Cooley zusammen, der in einer Veröffentlichung über die Geschichte des Algorithmus 1987 einen "großen gegenseitigen Nutzen" beschreibt. Dort schreibt er weiterhin: "Diese Ideen und eine monumentale Leistung von Janine Connes führte zu ihrer Berechnung der Infrarotspektren der Planeten, die zu einem Standard-Nachschlagewerk wurden."
Zusammen mit ihrem Mann Pierre Connes präsentierte Janine Connes Spektren von Venus, Mars, Jupiter und Saturn, die den besten zu ihrer Zeit verfügbaren Spektren um mehrere Größenordnungen überlegen waren. Diese im nahen Infrarot durch die Atmosphäre durchgeführten Messungen waren äußerst schwierig und wären ohne die detaillierte theoretische Analyse und Weiterentwicklung der Methode von Janine Connes nicht erfolgreich gewesen.